# Roky Erickson
Roky Erickson, rodným jménem Roger Kynard Erickson (15. července 1947 – 31. května 2019) byl americký zpěvák, skladatel, hráč na harmoniku a kytarista z Texasu.
Ve svých pěti letech začal hrát na klavír a o sedm let později přešel ke kytaře. V polovině šedesátých let začal vystupovat s různými skupinami a koncem roku 1965 založil soubor 13th Floor Elevators. Skupina vydala tři studiová alba a roku 1969 ukončila svou činnost. Právě v té době mu byla, poté co Erickson často mluvil nesmysly, diagnostikována paranoidní schizofrenie a byl zavřen do psychiatrické léčebny. Zde jej léčili pomocí elektrošoků. Z léčebny byl později propuštěn a postupně se opět začínal věnovat hudbě.
Následně působil v několika různých skupinách, ale roku 1982 začal tvrdit, že se v jeho těle usídlil Marťan a začal psát dopisy se stížnostmi na různé osoby, které jej údajně psychicky napadaly. Roku 1990 byl obviněn za krádeže dopisů svého souseda, které si lepil na stěny svého bytu. Později, když se jeho zdravotní stav dostal zpět do normální polohy, se opět začal věnovat hudbě.

## Diskografie

### Sólová
- Roky Erickson and the Aliens (1980, CBS Records)
- The Evil One (1981, 415 Records)
- Don't Slander Me (1986, Pink Dust Records)
- Gremlins Have Pictures (1986, Pink Dust Records)
- Casting the Runes (1987, Five Hours Back)
- Holiday Inn Tapes (1987, Fan Club)
- Live at the Ritz 1987 (1988, Fan Club)
- Click Your Fingers Applauding the Play (1988, New Rose Records)
- Openers (1988, Five Hours Back)
- Live Dallas 1979 (1992, Fan Club)
- Beauty and the Beast (1993, Sympathy for the Record Industry)
- All That May Do My Rhyme (1995, Trance Syndicate)
- Demon Angel: A Day and a Night with Roky Erickson (1995, Triple X Records)
- Roky Erickson and Evilhook Wildlife (1995, Sympathy for the Record Industry)
- Never Say Goodbye (1999, Emperor Jones)
- Don't Knock the Rok! (2004, Norton Records)
- I Have Always Been Here Before (2005, Shout! Factory)
- Halloween (2008, Norton Records)
- True Love Cast Out All Evil (2010, ANTI- Records)

## Filmografie
- You're Gonna Miss Me (2007, Palm Pictures, dokument)